# Saat-Schuppenmiere
Die Saat-Schuppenmiere (Spergularia segetalis), auch Getreide-Schuppenmiere oder Getreidemiere genannt, ist eine Pflanzenart aus der Gattung Schuppenmieren (Spergularia) innerhalb der Familie der Nelkengewächse (Caryophyllaceae).

## Beschreibung

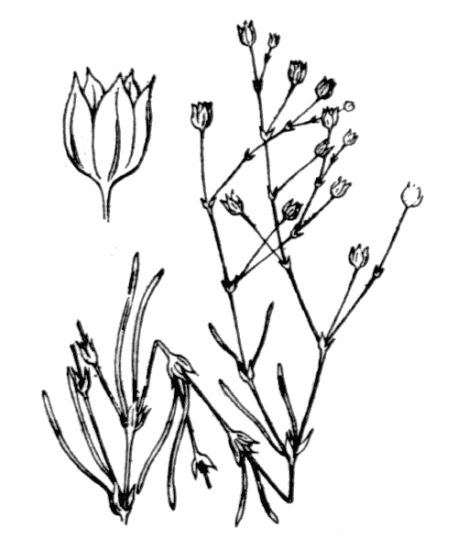
Illustration

### Vegetative Merkmale
Die Saat-Schuppenmiere ist eine einjährige krautige Pflanze und erreicht Wuchshöhen von 3 bis 10 Zentimetern. Der aufrechte, kahle Stängel ist im oberen Teil verzweigt. Die gegenständig angeordneten Laubblätter sind 10 bis 15 Millimeter lang und nur 0,3 bis 0,8 Millimeter breit, pfriemlich. Es sind kleine, weißhäutige Nebenblätter vorhanden.

### Generative Merkmale
Die Blütezeit reicht von Juni bis Juli. Die Blüten stehen in einem sehr lockeren, traubig-doldigen oder rispig-doldigen Blütenstand. Die Blütenstiele sind sehr dünn, etwa 10 bis 15 Millimeter lang und mehrmals länger als der Kelch.
Die Blüten sind radiärsymmetrisch und fünfzählig mit doppelter Blütenhülle. Die fünf 1,5 bis 2 Millimeter langen, breit-lanzettlichen, trockenhäutigen Kelchblätter besitzen einen grünen Rückennerv. Die fünf weißen Kronblätter sind kürzer als die Kelchblätter. Es sind drei Griffel vorhanden.
Die Kapselfrucht ist dreiklappig.
Die Chromosomenzahl beträgt 2n = 18.

## Ökologie
Bei der Saat-Schuppenmiere handelt es sich um einen Therophyten.

## Vorkommen
Die Saat-Schuppenmiere ist ein subatlantisches Florenelement. Das Verbreitungsgebiet reicht von Marokko nach Spanien über Frankreich bis Mitteleuropa und Norditalien. Außerdem gibt es Vorkommen in Kasachstan und im östlichen europäischen Russland. In Europa kommt die Saat-Schuppenmiere in Spanien, Portugal, Frankreich, Italien, in der Schweiz, Deutschland, Polen und Russland vor. In Belgien ist die Saat-Schuppenmiere ausgestorben.
Die Saat-Schuppenmiere gedeiht am besten auf kalkarmen, zumindest schwach sauren, humusarmen und nicht allzu nährstoffhaltigen Lehm- oder Tonböden, die allerdings etwas sandig sein dürfen, wenn sie genügend verdichtet sind. Sie besiedelt feuchte, staunasse, wenig bewachsene Ackerfurchen, geht aber auch an Wegränder, wenn diese geeignete offene Bodenstellen haben. Sie kommt sehr selten im Mündungsgebiet des Mains, im Wiesental am Rand des Schwarzwalds, im südlichen Elsass und in Thüringen vor. Die letzte Beobachtung in Baden-Württemberg stammt von 1958. Die Saat-Schuppenmiere ist in Mitteleuropa eine Charakterart des Centunculo-Anthocerotetum aus dem Verband Nanocyperion.
Die Saat-Schuppenmiere war in Mitteleuropa noch nie häufig, sie hat aber die meisten ihrer mitteleuropäischen Standorte nach dem Zweiten Weltkrieg durch geänderte Arbeitsweisen in der Landwirtschaft (Dränage, stärkere Lockerung des Bodens) verloren.

## Taxonomie
Die Erstveröffentlichung erfolgte 1753 unter dem Namen (Basionym) Alsine segetalis durch Carl von Linné in Species Plantarum, Tomus I, Seite 272. Die Neukombination zu Spergularia segetalis (L.) G.Don wurde 1831 durch George Don junior in A General History of the Dichlamydeous Plants, Band 1, Seite 425 veröffentlicht.
Weitere Synonyme für Spergularia segetalis (L.) G.Don sind: Delia segetalis (L.) Dumort., Arenaria  segetalis (L.)  Lam., Spergula  segetalis (L.)  Vill., Alsine unilateralis Moench, Segetella  vulgaris Desv. nom. superfl., Lepigonum segetale (L.) G.Don, Arenaria unilateralis Steud., Spergularia  exilis Fenzl, Spergularia semidecandra Kittel, Tissa segetalis (L.) Warb.